# 預託商法
預託商法（よたくしょうほう）とは飼育、栽培、土地開発などの事業を専門家に委託し、その売り上げを分配する事を名目として出資者を募る商法。
和牛の飼養を預託する和牛預託商法が代表的なもので、特に特定生物の養殖に関する事業委託を装い出資を迫る詐欺については、これを養殖詐欺といい変えることもある。
募集時には元金保証や高金利やノーリスクなどを謳っていたものの、出資者は説明通りの利益を得る事ができず、やがては出資者から出資金返還を迫られ破綻する事態が多発しているが、そうした企業はたいていが専門家への委託はおろか、栽培場や養殖場すら用意すらしておらず、単に新しい出資者から集めた資金を古くからの出資者への配当に、残りは経営陣の給与に充てるといった自転車操業をしていたことが露見している。
養殖詐欺においては、商材に用いられるのはブラックタイガー、マダイ、クロマグロ、マツタケなど水産物を中心とした一般に高級食材とされるものが多い。特にクロマグロやマツタケについては、低廉なコストで済む養殖技術が未だ確立されていないため、バイオテクノロジーを用いた新技術で安価な養殖が可能になった、といった根拠のない触れ込みで出資を迫るものが多い。
最近では和牛の飼育事業に出資を募ったものの約束された配当が支払われないという和牛預託商法や、フィリピンに大規模な養殖場を確保した、などと嘯いていたエビ養殖詐欺のワールドオーシャンファームが社会問題になった。

## 主な事件一覧
| 名称                             | 商材           | 被害者数  | 被害額         | 摘発/破綻時期 |
| -------------------------------- | -------------- | --------- | -------------- | ------------- |
| 安愚楽牧場                       | 和牛預託商法   | 7万3356人 | 4207億6700万円 | 2011年8月     |
| ジャパンライフ                   | 磁気ネックレス | 7000人    | 2405億円       | 2018年3月     |
| ワールドオーシャンファーム       | エビ養殖       | 3万5千人  | 849億円        | 2008年9月     |
| ふるさと牧場(旧ふるさと共済牧場) | 和牛預託商法   | 14000人   | 387億円        | 2008年11月    |
| USBメモリ販売預託商法            | USBメモリ      |           | 674億円        | 2021年3月     |